# Heterachthes neocompsoides
Heterachthes neocompsoides är en skalbaggsart som beskrevs av Giesbert 1998. Heterachthes neocompsoides ingår i släktet Heterachthes och familjen långhorningar.
Artens utbredningsområde är:
- Guatemala.
- Honduras.

Inga underarter finns listade i Catalogue of Life.